# ديفيد أمبلر
ديفيد أمبلر (بالإنجليزية: David Ambler)‏ هو عداء سريع نيوزيلندي، ولد في 15 سبتمبر 1989.

## وصلات خارجية
- ديفيد أمبلر على موقع الاتحاد الدولي لألعاب القوى (الإنجليزية)